# Rolls-Royce Phantom Coupé
La Rolls-Royce Phantom Coupé è un'autovettura prodotta dalla Rolls-Royce dal 2008 al 2016.

## Contesto
È disponibile in versione coupé due o quattro posti. Tranne il telaio, è costruita interamente a mano. Venne presentata al pubblico il 6 marzo 2008 al salone dell'automobile di Ginevra. Il pianale è basato su quello della Rolls-Royce Phantom, mentre la linea è profondamente influenzata da quella della Rolls-Royce 100EX, una concept car lanciata per celebrare il centenario della compagnia, che si è celebrato nel 2004. Gli interni sono caratterizzati dall'uso di pelle e radica di legno.
Il motore è un V12 da 6.750 cm³ di cilindrata che eroga 459 CV di potenza. Il cambio è automatico a sei velocità. Il propulsore è montato anteriormente, mentre la trazione è posteriore.
Un esemplare di Phantom Coupé compare nel film Johnny English - La rinascita, con Rowan Atkinson. Nella pellicola, l'auto monta un propulsore V16 da 9 L di cilindrata, che era lo stesso di quello montato sulla Rolls-Royce 100EX.